# Tetranychus browningi
Tetranychus browningi är en spindeldjursart som beskrevs av Baker och Pritchard 1960. Tetranychus browningi ingår i släktet Tetranychus och familjen Tetranychidae. Inga underarter finns listade i Catalogue of Life.